# Наталі Кінгстон
Наталі Кінгстон (англ. Natalie Kingston; 19 травня 1905 — 2 лютого 1991) — американська акторка німого кіно.

## Біографія
Народилася 19 травня січня 1905 року в Валледжо, штат Каліфорнія. Мала іспанське та угорське коріння.

## Фільмографія
- His Private Secretary (1933) — Polly
- Forgotten (1933) — May Strauss
- Under Texas Skies (1930) — Joan Prescott
- 1930 — Її шлюбна ніч / Her Wedding Night — Єва
- The Last of the Duanes (1930) — Morgan's Moll
- The Swellhead (1930) — Barbara Larkin
- Тарзан — тигр // Tarzan the Tiger (1929) — Jane / Lady Jane
- Hold Your Man (1929)
- Річка романсу (1929) River of Romance — Mexico
- Tarzan the Mighty (1928) — Mary Trevor
- Painted Post (1928) — Barbara Lane
- Вуличний ангел (1928) Street Angel — Lisetta
- Дівчина в кожному порту (1928) A Girl in Every Port — South Sea Island girl
- Figures Do not Lie (1927) — Dolores
- Framed (1927) — Diane Laurens
- Lost at the Front (1927) — Olga Pietroff
- His First Flame (1927) — Ethel Morgan
- Ніч кохання (1927) The Night of Love — Donna Beatriz
- The Silent Lover (1926) — Vera Sherman
- Малюк Бутс (1926) Kid Boots — Carmen Mendoza
- Don Juan's Three Nights (1926) — Vilma Theodori
- Fight Night (1926) — Tessie McNab; короткометражка
- Свіжа фарба (1926) Wet Paint — A Beautiful Woman
- Soldier Man (1926) — The Soldier's Wife / The Queen of Bomania; короткометражка
- Hayfoot, Strawfoot? (1926) — Mrs. Noah Fish; короткометражка
- Gooseland (1926) — короткометражка
- Do not Tell Dad (1925) — Mabel Mason; короткометражка
- Lucky Stars (1925) — Señorita Mazda; короткометражка
- Remember When? (1925) — Rosemary Lee; короткометражка
- His Marriage Wow (1925) — The Bride — Agnes Fisher; короткометражка
- Feet of Mud (1924) — Nina March — the Girl; короткометражка
- All Night Long (1924) — Nanette Burgundy — the Girl; короткометражка
- Galloping Bungalows (1924) — Diana Palmer; короткометражка
- Wall Street Blues (1924) — The Boss's Daughter; короткометражка
- Ромео і Джульєтта (1924) Romeo and Juliet — Actress; короткометражка
- Yukon Jake (1924) — Nell; короткометражка
- 1924 — Чорні оксфорди / Black Oxfords — Lotta Waite; короткометражка